# Колесников, Михаил Иванович
Михаил Иванович Колесников (род. 22 сентября 1951, Ангрен, Ташкентская область, Узбекская ССР, СССР) — советский и российский военачальник. Начальник Главного управления Министерства Российской Федерации по делам гражданской обороны, чрезвычайным ситуациям и ликвидации последствий стихийных бедствий по Хабаровскому краю. Генерал-майор.

## Биография
Родился 22 сентября 1951 года в г. Ангрене Ташкентской области Узбекской ССР.

### Образование
- 1973 году Ташкентское высшее танковое командное училище
- 1985 году Военная орденов Ленина и Октябрьской Революции, Краснознамённая академия бронетанковых войск имени Маршала Советского Союза Р. Я. Малиновского

### На воинской службе
В 1969 году поступил в Ташкентское высшее танковое командное училище им. маршала бронетанковых войск П. С. Рыбалко. В 1973 году закончил его.
1969—1973 гг. — курсант Ташкентского высшего танкового командного училища (Туркестанский военный округ).
1973—1976 гг. — командир танкового взвода мотострелкового полка мотострелковой дивизии (Группа советских войск в Германии).
1976—1978 гг. — командир танковой роты мотострелкового полка мотострелковой дивизии (Группа советских войск в Германии).
1978—1979 гг. — командир роты батальона обеспечения Ташкентского высшего общевойскового командного училища (Туркестанский военный округ).
1979—1982 гг. — начальник штаба — заместитель командира батальона обеспечения Ташкентского высшего общевойскового командного училища (Туркестанский военный округ).
1982—1985 годы — слушатель командного факультета Военной академии БТВ им. маршала Р. Я. Малиновского.
1985—1988 гг. — начальник штаба — заместитель командира мотострелкового полка мотострелковой дивизии (Дальневосточный военный округ).
1988—1993 гг. — командир мотострелкового полка мотострелковой дивизии (Дальневосточный военный округ).
1993 г. — старший офицер отдела подготовки Дальневосточного регионального центра по делам гражданской обороны, чрезвычайным ситуациям и ликвидации стихийных бедствий.

### На высших должностях
1997—1998 гг. — первый заместитель начальника Дальневосточного регионального центра по делам гражданской обороны, чрезвычайным ситуациям и ликвидации последствий стихийных бедствий.
1998—1999 гг. — начальник Главного управления по делам гражданской обороны и чрезвычайным ситуациям — заместитель начальника гражданской обороны Хабаровского края.
1999—2005 гг. — начальник Главного управления по делам гражданской обороны и чрезвычайным ситуациям Хабаровского края.
Первым начальником Главного управления МЧС России по Хабаровскому краю назначен Колесников Михаил Иванович, приказ МЧС России от 9 февраля 2005 г. по 10 апреля 2007 г., приказ МЧС № 49.
2005—2007 гг. — начальник Главного управления Министерства Российской Федерации по делам гражданской обороны, чрезвычайным ситуациям и ликвидации последствий стихийных бедствий по Хабаровскому краю.

### В отставке
2007—2013 годы — директор Сочинского филиала ОАО «Федеральный центр логистики».
С 2013 года Инспектор Группы инспекторов Объединённого стратегического командования Южного военного округа Министерства обороны Российской Федерации. Оказывает содействия командирам в боевой и оперативной подготовке войск, работе с личным составом и взаимодействии с общественными объединениями ветеранов Вооруженных Сил Российской Федерации. Как инспектор, активно участвует в работе по государственно-патриотическому воспитанию военнослужащих и военно-патриотическому воспитанию молодежи.

## Семья
- Жена: Любовь Борисовна Колесникова.
- Дети. Михаил Михайлович Колесников

Евгений Михайлович Колесников
Внуки: Колесникова Алёна Михайловна
Колесникова Мария Евгеньевна
Колесников Данил Михайлович
Колесников Михаил Евгеньевич
Колесников Евгений Евгеньевич

## Галерея
- Президент Абхазии и Глава Республики Адыгея у памятника Неизвестному солдату. Сухум 2018.
- Колесников Михаил Иванович. Гудаута 2018.

## Знаки отличия
- Орден Почёта (Россия)
- Орден «За службу Родине в Вооружённых Силах СССР» 3 степени
- Медаль ордена «За заслуги перед Отечеством» 2-й степени
- Медаль «За укрепление боевого содружества»
- Юбилейная медаль «300 лет Российскому флоту»
- Юбилейная медаль «60 лет Вооружённых Сил СССР»[4]
- Юбилейная медаль «70 лет Вооружённых Сил СССР»[5]
- Медаль «200 лет Министерству обороны»
- медаль «За безупречную службу» (МЧС)
- Медаль «За пропаганду спасательного дела»
- Медаль «XV лет МЧС России»
- Медаль «75 лет гражданской обороне»
- Медаль «За содружество во имя спасения»
- Медаль «За отличие в военной службе» (МЧС)
- Медаль «За безупречную службу» II степени
- Медаль «За безупречную службу» III степени
- Медаль «За ратную доблесть» и др.
- Награждён именным огнестрельным оружием — пистолетом ПМ.
- Орден Святого благоверного великого князя Димитрия Донского III ст. (РПЦ)
- Имеет награды других ведомств